# Minicopenaeon intermedium
Minicopenaeon intermedium är en kräftdjursart som beskrevs av M. Bourdon1981. Minicopenaeon intermedium ingår i släktet Minicopenaeon och familjen Bopyridae.

## Underarter
Arten delas in i följande underarter:
- M. i. curvatum
- M. i. intermedium